# مهبط (طيران)

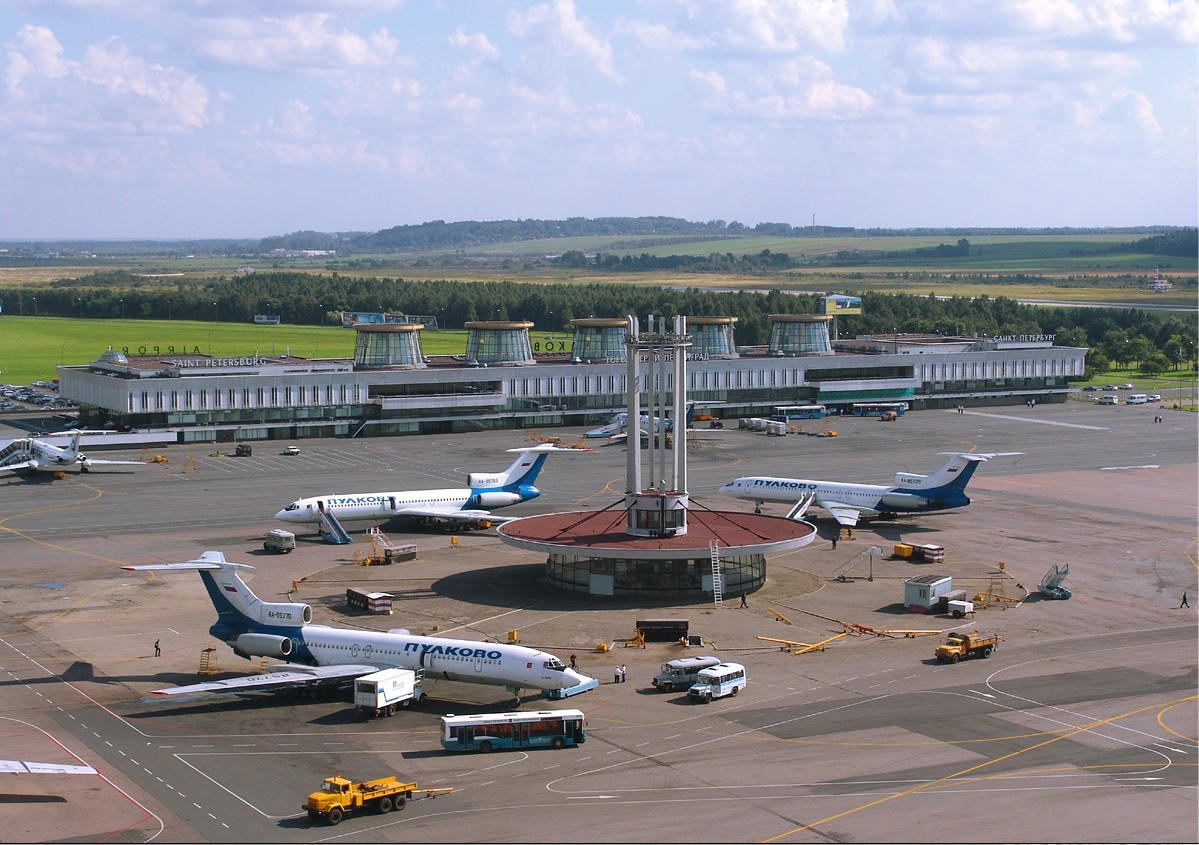
مطار بولكوفو، بالقرب من سانت بطرسبرغ بروسيا

المَهْبِط أو المَدْرَج أو المطار الصغير هو الموقع المعني الذي تؤخذ عمليات الطيران فيه، بغض النظر عن نوع الطائرة المعنية بالإقلاع سواء كانت طائرة شحن جوي، أو طائرة ركاب. المهابط تكون في المطارات الجوية الصغيرة الخاصة، أو مطارات الطيران التجاري، أو المطارات العسكرية. المصطلح مطار قد يدل على شئ ذو مكانه أعلى من المهبط (الشروط والمعايير والأنظمة المخصصة في المطار قد لا تنطبق على المهبط)، ويمكن القول أن كل المطارات تحتوي على مهابط، لكن ليست كل المهابط تعتبر مطارات.